# Cyrus H. K. Curtis
Cyrus Hermann Kotzschmar Curtis (18 juin 1850 - 7 juin 1933) est un éditeur américain de magazines et de journaux, dont le Ladies' Home Journal et le Saturday Evening Post.